# كلاوديو كانيجيا
كلاوديو كانيجيا (بالإسبانية: Claudio Caniggia)‏، من مواليد 9 يناير 1967 في هيندرسون في بوينس آيرس في الأرجنتين، لاعب كرة قدم أرجنتيني سابق.
لعب مع منتخب الأرجنتين لكرة القدم منذ عام 1987 وحتى عام 2002، وشارك معهم في 50 مباراة وسجل 16 هدف، بدأ مشوارة في كرة القدم مع نادي ريفر بليت في الأرجنتين قبل أن ينتقل لأوروبا وتحديداً الدوري الإيطالي سنة 1988 لعب لأندية فيرونا ثم أتلانتا وروما انتقل عام 1994 للعب في الدوري البرتغالي مع نادي بنفيكا عاد مجدداً للأرجنتين ولعب مع بوكا جونيورز ومن ثم اتلانتا مرة أخرى احترف في اسكتلندا مع نادي رينجرز ولعب في نهاية مسيرتة في الدوري القطري مع نادي قطر .
سجل العديد من الأهداف الحاسمة لمنتخب بلده. منها هدف الفوز على منتخب البرازيل في دور الستة عشر في كأس العالم 1990، وهو ما أدى إلى إقصاءها، وهدف التعادل ضد إيطاليا في نصف النهائي لنفس الكأس، مما جر المباراة إلى ركلات الترجيح التي فازت بها الأرجنتين.
سجل هدفاً ضد منتخب نيجيريا في كأس العالم 1994، وهو الهدف الذي حمل الرقم 1500 من بين الأهداف المسجلة في تاريخ بطولة كأس العالم لكرة القدم.

## روابط خارجية
- كلاوديو كانيجيا على موقع الاتحاد الدولي (مؤرشف)  (الإنجليزية)
- كلاوديو كانيجيا على موقع قاعدة بيانات كرة القدم.إي يو (الإنجليزية)
- كلاوديو كانيجيا على موقع ناشيونال فوتبول تيمز (الإنجليزية)
- كلاوديو كانيجيا على موقع Soccerbase.com (لاعب) (الإنجليزية)
- كلاوديو كانيجيا على موقع Soccerway.com (الإنجليزية)
- كلاوديو كانيجيا على موقع عالم كرة القدم.نت (الإنجليزية)